# Hutseo 2
Hutseo 2 ist eine osttimoresische Siedlung im Suco Leolima (Verwaltungsamt Hato-Udo, Gemeinde Ainaro).

## Geographie und Einrichtungen
Hutseo 2 ist ein Dorf im Norden der Aldeia Hutseo, in einer Meereshöhe von 382 m. Die Gebäude reihen sich entlang einer Straße auf. Etwas nordöstlich liegt das Dorf Hutseo (Hutseo 1). Weiter südlich befinden sich weitere Siedlungen.
In Hutseo 2 steht eine Grundschule.